# Bill Doolin

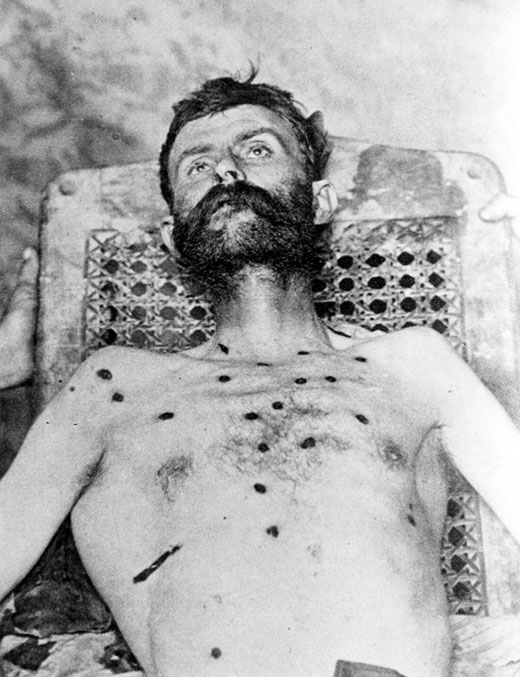
Bill Doolins kropp.

Bill Doolin, född 1858 i Johnson County i Arkansas, död 24 augusti 1896, var en amerikansk brottsling och tillhörde ett av de sista banditbanden i Vilda Västern.

## Dalton-ligan
Bill Doolin jobbade först på en ranch men slog sig sedan ihop med Dalton-ligan. 1892 deltog han i plundringen av Red Rock tåget.
Innan bakhållet i Coffeyville hade han skilts från dem för hans häst haltade. Efter det han hört vad som hänt de andra (nedskjutna) red han till Oklahoma för att bilda ett av de sista banditbanden i Västern.

## Doolin-ligan
Den förste han tog under sitt befäl var Bill Dalton som egentligen inte hade varit med i broderns liga. Bitter Creek Newcomb, George Weightman alias Red Buck, Little Dick, Jack Blake alias Tulsa Jack, Dan Clifton alias Dynamit-Dick som var boskapstjuv och tågplundrare, Charley Pierce, Pawneeindian från Oklahoma, Arkansas Tom och Little Bill Raidler var också medlemmar i ligan. De kom från alla trakter i Västern.
I september 1893 kom en grupp marshals till staden Ingalls där Doolin-ligan gömde sig. Efter en strid sköt sig ligan fri och dödade tre marshals.
Efter det fick landets tre främsta marshals, William Tilghman, Chris Madsen och Heck Thomas, i uppdrag att fånga in bandet döda eller levande.

## Jagade
Tack vare sina spioner fick bandet meddelande om att polisen var i antågande och hade flytt innan Tilghman och hans män kom. Doolin och hans kumpaner hade ätit frukost i en hydda och sagt till ägaren att Tilghman och de andra var i antågande och skulle betala notan, vilket Chris Madsen gjorde.
Många marshals tyckte Doolin var en tjuv, men inte en som lade sig i bakhåll och inte någon mördare. Som bevis för detta hade man att Doolin hade, år 1896, hindrat en av sina främsta män, Red Buck, från att skjuta marshal Bill Tilghman. Doolin tyckte Tilghman var en alldeles för bra karl att bli skjuten i ryggen.
På våren 1894 gifte sig Doolin med en prästdotter men det hindrade inte honom från att begå nya brott.

## Ligan splittras
Men Tilghman, Marsden och Thomas var dem i hälarna. I juni 1894 sköt de ihjäl Bill Dalton. Tulsa Jack dödades vid en tågplundring på våren 1895 och i juli samma år dödades Bitter Creek Newcomb och Charley Pierce.
Det året skilde resterande medlemmar av bandet på sig.
Tilghman hittade Little Bill Raidler gömd på en ranch vid Mission Creek. Efter en häftig skottväxling låg Raidler svårt sårad. Tilghman förband hans sår och red med honom till Elgin, Kansas där man lade honom i en godsfinka. Timme efter timme satt Tilghman och gav Raidler medicin och bytte förband.  Raidler dömdes till 10 års fängelse men benådades när det visade sig att han hade blivit förlamad.

## Bill Doolin grips
Tilghman grep Bill Doolin i Eureka Springs, Arkansas. Han rymde från det federala fängelset i Guthrie med 37 andra fångar. Efter att ha hållit sig gömd på en ranch återvände han hem till sin fru och pojke. Han blev dödad av Heck Thomas, en av de tre marshals som jagat honom.